# Jean Pieuchot
Jean Pieuchot, né le 7 novembre 1921 à Saint-Saulge (Nièvre) et mort le 4 juillet 2021 dans le 14e arrondissement de Paris, est un régisseur, directeur de production et réalisateur français.

## Biographie
Quittant sa région natale de Nevers, il rejoint les Beaux-Arts de Paris. En octobre 1945, il entre par concours au sein de la troisième promotion de l'Institut des hautes études cinématographiques (IDHEC) et en sort diplômé après trois ans d'études. Bien qu'il se destine d'abord à la réalisation, il ne parvient pas à devenir assistant-réalisateur et obtient des postes de régisseur adjoint puis de régisseur.
L'évolution habituelle du métier est de devenir directeur de production mais il préfère poursuivre son activité de régisseur, à l'exception de quelques films. Il réalise également trois courts métrages dans les années 1960. Il travaille dans le cinéma de la fin des années 1940 au début des années 1980. En 2003, il publie un livre de mémoires, Régisseur de cinéma, préfacé par Gérard Oury,.

## Filmographie

### Régisseur / Directeur de production

#### Années 1940
- 1948 : La Veuve et l'Innocent : d'André Cerf (régisseur adjoint)
- 1949 : La Cage aux filles : de Maurice Cloche (stagiaire directeur de production)
- 1949 : Prélude à la gloire de Georges Lacombe (régisseur adjoint)

#### Années 1950
- 1950 : Né de père inconnu de Maurice Cloche (régisseur adjoint)
- 1951 : Othello d'Orson Welles (régisseur adjoint)
- 1951 : Journal d'un curé de campagne de Robert Bresson (régisseur adjoint)
- 1951 : Maître après Dieu de Louis Daquin (régisseur adjoint)
- 1951 : Les Amants de bras-mort de Marcello Pagliero (régisseur adjoint)
- 1951 : Monsieur Fabre de Henri Diamant-Berger (régisseur adjoint)
- 1951 : La Maison Bonnadieu de Carlo Rim (régisseur adjoint)
- 1951 : Nez de cuir d'Yves Allégret (régisseur adjoint)
- 1952 : Jocelyn de Jacques de Casembroot (régisseur adjoint)
- 1952 : La Forêt de l'adieu de Ralph Habib (régisseur adjoint)
- 1952 : Les Belles de nuit de René Clair (régisseur adjoint)
- 1952 : Le Rideau rouge d'André Barsacq
- 1953 : Femmes de Paris de Jean Boyer (régisseur adjoint)
- 1953 : Week-end à Paris (Innocents in Paris) de Gordon Parry
- 1953 : Madame de… de Max Ophüls
- 1954 : Destinées, sketch Jeanne de Jean Delannoy (régisseur adjoint)
- 1954 : Avant le déluge d'André Cayatte
- 1954 : L'Air de Paris de Marcel Carné
- 1954 : La Belle Otero de Richard Pottier
- 1955 : Escale à Orly de Jean Dréville
- 1955 : Frou-frou d'Augusto Genina
- 1955 : Les Grandes Manœuvres de René Clair
- 1955 : La Lumière d'en face de Georges Lacombe
- 1955 : Marie-Antoinette reine de France de Jean Delannoy
- 1956 : En effeuillant la marguerite de Marc Allégret
- 1957 : Je reviendrai à Kandara de Victor Vicas
- 1957 : Porte des Lilas de René Clair
- 1958 : À Paris tous les deux (Paris Holiday) de Gerd Oswald
- 1958 : Les Bijoutiers du clair de lune de Roger Vadim
- 1959 : La Femme et le Pantin de Julien Duvivier
- 1959 : Faibles Femmes de Michel Boisrond
- 1959 : Du rififi chez les femmes d'Alex Joffé
- 1959 : La Sentence de Jean Valère
- 1959 : À double tour de Claude Chabrol
- 1959 : Katia de Robert Siodmak

### Années 1960
- 1960 : Recours en grâce de László Benedek
- 1960 : Terrain vague de Marcel Carné
- 1961 : Paris Blues de Martin Ritt
- 1961 : Aimez-vous Brahms… d'Anatole Litvak
- 1961 : Échec au cyanure (es) de José María Forqué (seulement directeur de production)
- 1961 : Mr. Topaze de Peter Sellers
- 1961 : Tout l'or du monde de René Clair
- 1962 : La Gamberge de Norbert Carbonnaux
- 1962 : Le Doulos de Jean-Pierre Melville (seulement directeur de production)
- 1962 : Un singe en hiver d'Henri Verneuil
- 1962 : Les Culottes rouges d'Alex Joffé
- 1963 : Le Voyage à Biarritz de Gilles Grangier
- 1963 : L'Honorable Stanislas, agent secret de Jean-Charles Dudrumet
- 1964 : Feu follet de Louis Malle
- 1964 : L'Année du bac de Maurice Delbez et José-André Lacour
- 1964 : Des pissenlits par la racine de Georges Lautner
- 1964 : Aimez-vous les femmes ? de Jean Léon
- 1964 :Une souris chez les hommes (ou Un drôle de caïd) de Jacques Poitrenaud
- 1964 : Comment épouser un Premier ministre de Michel Boisrond
- 1965 : Le Corniaud de Gérard Oury
- 1966 : Mademoiselle de Tony Richardson
- 1966 : La guerre est finie d'Alain Resnais
- 1967 : Le Voleur de Louis Malle
- 1967 : Le Soleil des voyous de Jean Delannoy
- 1967 : Le Samouraï de Jean-Pierre Melville
- 1968 : Vivre la nuit de Marcel Camus
- 1968 : Ho ! de Robert Enrico
- 1969 : Le Diable par la queue de Philippe de Broca
- 1969 : Z de Costa-Gavras
- 1969 : Clérambard d'Yves Robert

#### Années 1970
- 1970 : Et qu'ça saute ! de Guy Lefranc
- 1971 : Le Cinéma de papa de Claude Berri
- 1971 : On est toujours trop bon avec les femmes de Michel Boisrond
- 1971 : Les Mariés de l'an II de Jean-Paul Rappeneau
- 1971 : La Folie des grandeurs de Gérard Oury
- 1972 : L'Œuf de Jean Herman
- 1972 : Le Tueur de Denys de La Patellière
- 1972 : L'Odeur des fauves de Richard Balducci
- 1972 : Sex-shop de Claude Berri
- 1973 : Les Charlots font l'Espagne de Jean Girault
- 1973 : Le Silencieux de Claude Pinoteau
- 1974 : Lancelot du Lac de Robert Bresson
- 1974 : Emmanuelle de Just Jaeckin
- 1974 : Verdict : d'André Cayatte
- 1974 : Les Suspects de Michel Wyn
- 1975 : C'est pas parce qu'on a rien à dire qu'il faut fermer sa gueule... de Jacques Besnard
- 1975 : Au-delà de la peur de Yannick Andréi
- 1975 : Il faut vivre dangereusement de Claude Makovski
- 1976 : La Marge de Walerian Borowczyk
- 1976 : Le Pont de Cassandra de George Cosmatos
- 1976 : Le Jouet de Francis Veber
- 1977 : Le Dernier Baiser de Dolorès Grassian
- 1977 : Le Point de mire de Jean-Claude Tramont
- 1978 : Et vive la liberté ! de Serge Korber
- 1978 : L'Ordre et la sécurité du monde de Claude d'Anna
- 1978 : Le Témoin de Jean-Pierre Mocky
- 1979 : Lady Oscar de Jacques Demy
- 1979 : Les Bronzés font du ski de Patrice Leconte

#### Années 1980
- 1980 : Histoires étranges, épisode La loupe du diable (mini-série télévisée)
- 1980 : Contes pervers de Régine Deforges
- 1981 : Asphalte de Denis Amar
- 1981 : Les Babas-cool ou Quand tu seras débloqué, fais-moi signe ! de François Leterrier
- 1982 : Le père Noël est une ordure de Jean-Marie Poiré
- 1982 : La Truite de Joseph Losey

### Réalisateur de courts métrages
- 1961 : Maupassant
- 1961 : Jules Renard
- 1966 : Aimez-vous Paris ?

### Acteur
- 1969 : Clérambard d'Yves Robert : le notaire (non crédité)
- 1975 : C'est pas parce qu'on a rien à dire qu'il faut fermer sa gueule... de Jacques Besnard : le rabbin (non crédité)
- 1986 : Thérèse d'Alain Cavalier : l'évêque